# Burt Totaro
Burt Totaro FRS (1969) é um matemático estadunidense.
É Professor Lowndeano de Astronomia e Geometria. Foi eleito membro da Royal Society em 2009.